# Proruaca recurrens
Proruaca recurrens là một loài bướm đêm trong họ Noctuidae.